# Барскаун (ущелье)
Барскаун (кирг. Барскоон) — ущелье в Иссык-Кульской области Кыргызстана в горах Тескей-Ала-Тоо (Тянь-Шань).

## Описание

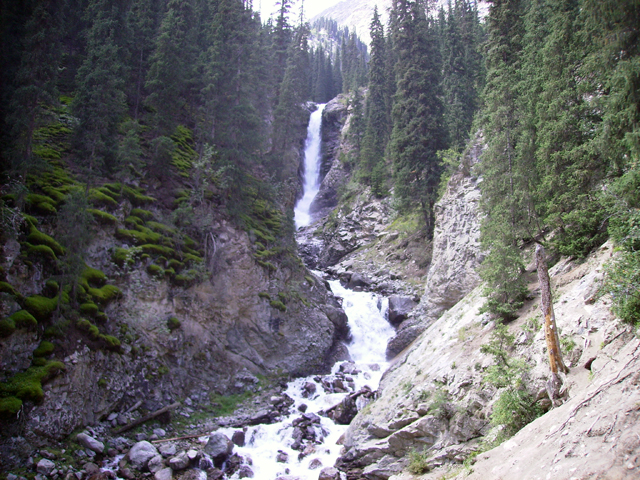
Водопад «Слёзы барса» в ущелье Барскаун, фото 2008

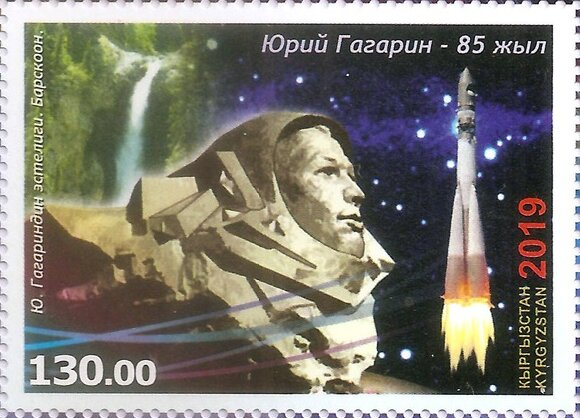
Памятник Юрию Гагарину на марке Кыргызстана, 2019

Ущелье Барскаун расположено на южном побережье озера Иссык-Куль в пойме одноимённой реки. Протяжённость ущелья около 10 км.
Ущелье знаменито своими водопадами. Один из наиболее известных — «Слёзы барса». Кроме водопада «Слёзы барса», примечательны ещё три: «Борода аксакала», «Брызги шампанского» и «Чаша Манаса». Последний, согласно легенде, образовался после того, как Манас зачерпнул воды рукой, и от этого в скале осталась чаша.
В средней части ущелья установлен памятник первому космонавту Ю. А. Гагарину, который очень любил это место и отдыхал в находящемся неподалёку военном санатории Тамга.
Через Барскаун проходит автомобильная дорога на перевал Кумтор (4000 м), где на руднике «Кумтор» канадская золотодобывающая компания Centerra Gold (Кыргызстан владеет 33 % акций этой компании) в лице «Кумтор Оперейтинг Компани» добывает золото (100 тонн в 2002 году на сумму 1 миллиард USD).